# Josef Kulík
Josef Kulík (29. září 1930 Hrdly – 7. února 1964 Praha) byl český vrah, který v roce 1963 brutálně zavraždil dva malé chlapce v odstaveném železničním vagonu v Rosicích nad Labem. Jedná se o jeden z mála případů prokazatelného kanibalismu v historii české, potažmo československé kriminalistiky.

## Život
Josef Kulík se narodil v roce 1930 v obci Hrdly v okrese Litoměřice. Jeho matka brzy zemřela a otec se o něj nestaral. Vychodil pouze 4 třídy obecné školy a poté pobýval v řadě výchovných ústavů. Krátce pracoval jako dělník v cukrovaru, od svých šestnácti let však páchal různorodou trestnou činnost. Byl celkem osmkrát trestaný, naposledy na 10 let za pokus o vraždu. Po odpykání posledního trestu nastoupil jako voják základní vojenské služby ke stavebnímu pluku Československé lidové armády v Přelouči. Na vojnu nastoupil v tak pozdním věku právě kvůli předchozímu pobytu za mřížemi. Během výslechu přiznal, že sexuální styk provozoval výhradně se svými spoluvězni a svým otcem, běžný vztah se ženou nikdy neměl.

## Vraždy
Dne 29. července 1963 se měl Kulík vrátit z opušťáku ke své posádce v Přelouči. Cestou ve vlaku však usnul a probudil se až na nádraží v Pardubicích. Pěšky došel až na kusou kolej v Rosicích nad Labem, kde se rozhodl vloupat do odstaveného pracovního vagonu. K němu o něco později dorazili kamarádi Vladimír Drtina (6 let) a Oldřich (Olín) Křeněk (9 let), kteří si zde chtěli hrát. Kulík je pod neznámou záminkou vlákal dovnitř a vagon zamkl. Zatímco se Vladimír schovával na horní palandě, Kulík zavraždil Olína pomocí sekyry a nože. Poté napadl Kulík i jeho. Z jejich těl vybral některé vnitřnosti a poté nad nimi masturboval. Vladimírovu ledvinu a slezinu, stejně jako Olínovu ledvinu a srdce zabalil do kapesníku. Z nedalekého hřbitova přinesl staré pohřební věnce, pomocí nichž rozdělal oheň. Vnitřnosti nabodl na nabroušený klacek, opekl je a snědl. Poté z místa utekl.
Téhož večera bylo po chlapcích vyhlášeno pátrání, kterého se účastnily i policejní vrtulníky. První informace vedly k domněnce, že se mohli utopit v Labi, kam chodili chytat ryby. Výslechy svědků bylo zjištěno, že se onoho večera pohybovali na jízdních kolech v městské části Svítkov. Dne 2. srpna bylo v močále v blízkosti železničního náspu objeveno zelené dámské kolo, které odpovídalo tomu, na kterém jel jeden ze zmizelých chlapců. Při ohledávání okolí si vyšetřovací skupina povšimla zápachu, který se šířil poblíž jednoho z odstavených vagonů. Po vylomení jeho dveří byla objevena těla obou chlapců. Na místě se nacházelo velké množství stop.

## Dopadení a trest
Po pachateli bylo okamžitě vyhlášeno celostátní pátrání. To se zaměřilo především na osoby „pohlavně zvrácené”, protože chybějící vnitřnosti ukazovaly na sadistický motiv vražd. Prověřeny byly i čistírny oděvů. Krevní stopy se nacházely na stěnách i stropu vagonu, proto i pachatel musel být silně znečištěn krví. Kulík po spáchání zločinu přespal v Polabinách a druhý den se vypravil směrem ke svému domovu v obci Hrdly na Litoměřicku. Policie na základě daktyloskopických a trasologických stop zjistila totožnost pachatele a započala celostátní pátrací akci. Dne 2. srpna usnul Kulík na poli nedaleko obce Brníkov, kde ho přejel traktor. Utrpěl vážná zranění, která si vyžádala lékařské ošetření, a proto se dostavil do nemocnice v Roudnici nad Labem. Tam byl okamžitě zadržen. Mezi jeho věcmi byl nalezen i sešit, do kterého si své skutky zapisoval. Jelikož se jednalo o vojáka socialistické armády, bylo vyšetřování případu poznamenáno snahou oficiálních míst celou událost utajit a celý proces s Josefem Kulíkem byl neveřejný. Zřejmě proto se pak na veřejnosti objevovaly lidové legendy o tom, jak jedné z obětí zbělely vlasy hrůzou, či že byla podoba vraha zjištěna podle otisku v oční zornici jednoho ze zavražděných. Josef Kulík byl za trestné činy vraždy a zběhnutí odsouzen k trestu smrti oběšením a popraven 7. února 1964 v pankrácké věznici.